# Le Lapin (Manet, Avignon)
Pour les articles homonymes, voir Le Lapin.
Le Lapin – ou Un lapin – est un tableau réalisé par le peintre français Édouard Manet en 1866. Cette huile sur toile est une nature morte qui représente un lapin mort suspendu par les pattes arrière à côté d'une poire à poudre. Il s'agit d'une variation sur Lapin mort et Attirail de chasse, peint par Jean Siméon Chardin en 1728-1729. Achetée par Jacques Doucet en 1906, l'œuvre est conservée au musée Angladon d'Avignon, dans le Vaucluse. Une variation ultérieure sur le même sujet se trouve au musée national de Cardiff, à Cardiff, au Royaume-Uni.

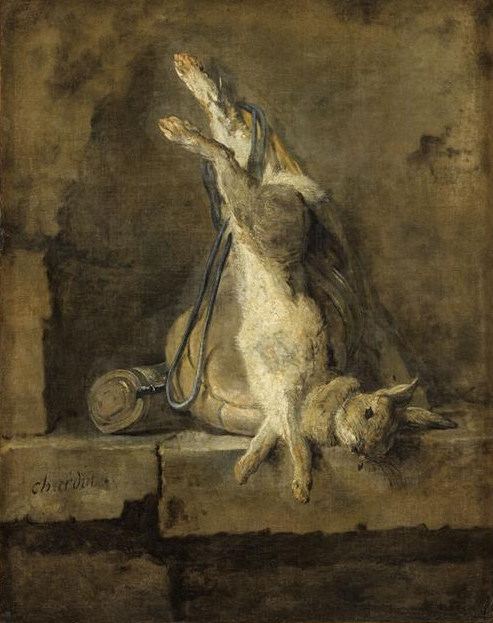
Jean Siméon Chardin, Lapin mort et Attirail de chasse, 1728-1729 – Musée du Louvre, Paris.
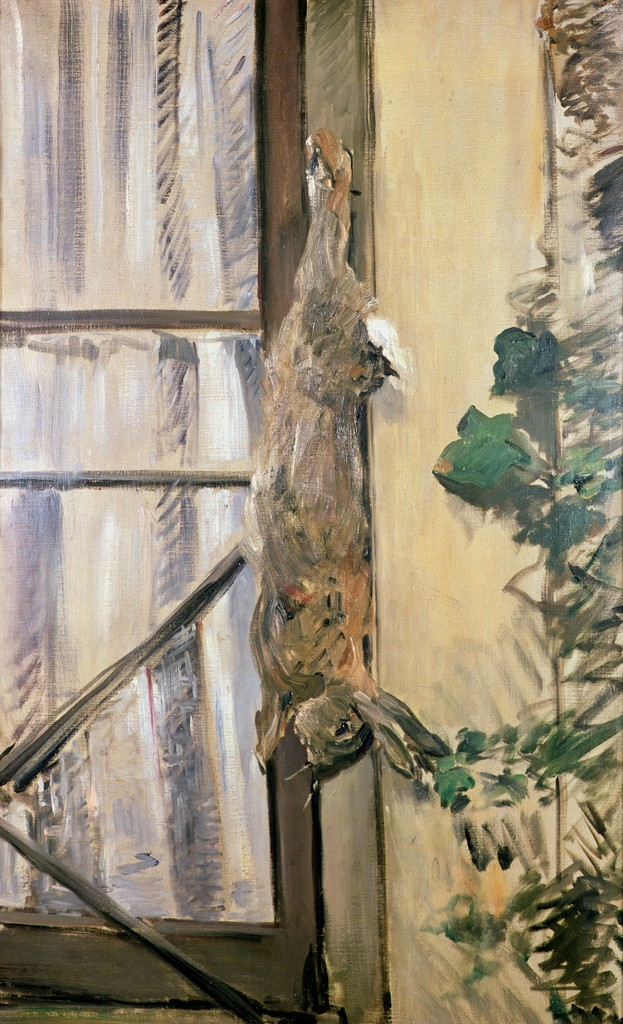
Édouard Manet, Le Lapin, 1881 – Musée national de Cardiff, Cardiff.